# Microlaimus citrus
Microlaimus citrus is een rondwormensoort uit de familie van de Microlaimidae. De wetenschappelijke naam van de soort is voor het eerst geldig gepubliceerd in 1959 door Gerlach.